# The Invincible Iron Man (videojuego)
The Invincible Iron Man  es un videojuego run and gun publicado en 2002 por Activision y desarrollado por Torus Games para Game Boy Advance. El juego, que se juega desde una perspectiva de desplazamiento lateral, está basado en Iron Man, el superhéroe de Marvel Comics, y es la primera aparición del personaje en una consola portátil. En el juego, Iron Man debe atravesar una serie de niveles y recuperar una de sus armaduras robadas mientras lucha contra supervillanos como Blizzard y Crimson Dynamo.
The Invincible Iron Man recibió críticas dispares de la crítica, que comparó la jugabilidad con la serie Mega Man. Aunque elogiaron el aspecto visual y, en general, consideraron que la jugabilidad era sólida, criticaron la falta de variedad y duración del juego, y tuvieron opiniones mediocres sobre el audio.

## Sistema de juego
The Invincible Iron Man es un videojuego run and gun de desplazamiento lateral en el que el jugador controla a Iron Man, al que se le encarga recuperar una de sus armaduras robadas y localizar al culpable. El juego consta de ocho niveles, con cuatro entornos distintos divididos en dos niveles cada uno, e incluye tres jefes. La principal medida ofensiva de Iron Man contra los enemigos es un par de repulsores integrados en sus guanteletes, que están conectados a un medidor de energía que se muestra en la parte superior de la pantalla junto a su barra de salud. Los disparos normales del repulsor disminuyen ligeramente el indicador de energía, mientras que los disparos que se cargan antes de disparar disminuyen una cantidad mayor. La energía puede recuperarse automáticamente con el tiempo o recogiendo pequeñas bolas de energía esparcidas por el nivel. También se puede recuperar la salud con los potenciadores designados. Los orbes de poder especiales situados en varias zonas permiten a Iron Man disparar un cañón montado en el pecho o detonar una bomba que elimina a todos los enemigos en pantalla. Aparte de estas armas, Iron Man es capaz de realizar un placaje con el hombro que puede combinar con su habilidad de salto para volar distancias cortas. Cada nivel esconde un retrato que desbloquea una obra de arte.

## Trama
Tony Stark es alertado de que su armadura de Iron Man ha sido robada de Stark Enterprises. Rastreando su tecnología hasta el puerto, Stark se pone otra armadura de Iron Man para recuperarla. A su llegada, Stark se enfrenta a soldados acorazados y se topa con su primo Morgan Stark, al que derrota fácilmente en una batalla. A pesar de recuperar su armadura, Iron Man descubre que Morgan cargó los sistemas de datos de la armadura, lo que daría a los benefactores la capacidad de aplicar ingeniería inversa a sus diseños y volverlos contra Stark.
Iron Man sigue la transmisión hasta el bosque, donde se encuentra con un ejército de robots encargados por una mente maestra desconocida. Aparece la Ventisca y, mientras Iron Man gana ventaja, el villano huye. Tras perseguir a Ventisca hasta un hábitat invernal, Iron Man se abre paso a través de las defensas de Ventisca antes de volver a encontrarse con él. Ventisca le explica que cuando la tecnología de Stark sea finalmente replicada, surgirá un ejército imparable. Mientras ambos luchan, Iron Man desactiva una cámara que regenera los poderes de Ventisca y lo neutraliza. Iron Man descubre una puerta trasera a una torre y entra en ella para descubrir al culpable.
Después de que Iron Man burle la seguridad de la torre, la Dínamo Carmesí se revela como quien orquestó el robo. Armada con las calibraciones de la armadura de Stark, la Dinamo se enfrenta a Iron Man hasta la muerte. Sin embargo, Iron Man explota una debilidad de la armadura de la Dinamo sobrecargándola con sus ráfagas de energía, lo que ayuda a Iron Man a conseguir la victoria sobre la Dinamo. Esto provoca que la armadura libere energía, desencadenando explosiones por toda la torre. Iron Man escapa, mientras la Dinamo parece morir en el proceso. Tras el incidente, Iron Man se pregunta si otro incidente similar podría tener un resultado diferente.

## Desarrollo y lanzamiento
The Invincible Iron Man fue desarrollado por Torus Games bajo la dirección de Bill McIntosh, con Kevin McIntosh de Torus, Marc Turndorf de Activision y T.Q. Jefferson de Marvel como productores. El juego fue diseñado por Jim Batt, programado por Grant Davies y dibujado por Andrew McIntosh. La música y los efectos de sonido fueron creados respectivamente por Ed Colman y James Langford. Los niveles fueron diseñados por Craig Duturbure, Alex Hutchinson y Van Ricketts. Fue anunciado por Activision el 8 de octubre de 2002, y se envió a los minoristas norteamericanos el 20 de diciembre. Es el primer videojuego portátil que incluye a Iron Man como personaje jugable.

## Recepción
The Invincible Iron Man recibió críticas «mixtas o medias» según Metacritic, y los críticos suelen comparar su jugabilidad con la de la serie Mega Man. Los críticos de Nintendo Power compararon con entusiasmo el juego con Turok: Evolution de la misma consola, y valoraron que los gráficos, el audio y la jugabilidad se combinaban para crear una experiencia satisfactoria. Frank Provo de GameSpot lo consideró un ejemplo relativamente competente de adaptación de un cómic y «uno de los pocos juegos de acción de desplazamiento lateral realmente divertidos». Comentó que el juego evitaba los defectos habituales de los juegos de acción, como los niveles lineales y la IA poco inteligente de los enemigos, y aunque reconoció que el combate era repetitivo, determinó que el efecto era intencionado, observando que la gran cantidad de enemigos obligaba al jugador a elegir contra cuáles luchar o a cuáles evitar. Sin embargo, se mostró perplejo por la elección de los personajes de los jefes, señalando que «no son exactamente la lista A de villanos de Marvel Comics». Craig Harris de IGN describió el juego como un «divertido retozo» que recordaba a los muchos juegos de plataformas con licencia lanzados para Genesis y Super NES. Sin embargo, aunque consideraba que la jugabilidad era sólida, con controles ajustados y una detección de colisiones decente, opinaba que le faltaba variedad, y explicaba que «no hay descubrimientos; no hay armamento adicional ni habilidades especiales más allá de las que tiene [Iron Man] al principio del juego». Provo y Harris criticaron la corta duración del juego, y Provo sugirió que al juego le faltaban «cinco o seis niveles más para estar a la vanguardia de su género».
Code Cowboy de GameZone opinó que el juego era demasiado parecido a Mega Man y otros títulos del mismo género, con pocos rasgos distintivos. Aunque consideraba que los controles eran sencillos de dominar, le molestaba la rapidez con que aparecían y disparaban los enemigos y las torretas, lo que le llevaba a avanzar lentamente por los niveles. Sin embargo, consideraba que los jefes eran retos divertidos. Tom Bramwell de Eurogamer tachó el título de «juego de plataformas con pistolas bastante flojo» y se mostró confuso por las respuestas positivas de los críticos norteamericanos (citando en particular el comentario de Provo), resumiendo el juego como «con pocas opciones, una presentación funcional y una única ruta obvia que tomar». Además, se mostró decepcionado por la incapacidad de Iron Man para apuntar con sus repulsores en vertical o en diagonal, argumentando que tal limitación era «ridícula» a la luz de los disparos en ocho direcciones de los que fueron pioneros Metroid y otros juegos.
Provo y Harris elogiaron la presentación visual del juego, destacando los entornos detallados y con múltiples capas y los sprites de los personajes, grandes, coloridos y animados con fluidez. A Code Cowboy, sin embargo, no le gustaron los entornos, que describió como desordenados y engorrosos. Bramwell también observó que la cantidad de detalles ambientales dificultaba la distinción entre los objetos del fondo y los del primer plano, aunque también elogió el detalle y la animación del sprite de Iron Man. Aunque Provo consideró que el audio no estaba al mismo nivel que los efectos visuales, reconoció que los efectos sonoros eran fuertes y la música encajaba sin resultar molesta. Harris consideró que la música era «agradable», pero opinó que se repetía con demasiada frecuencia. Code Cowboy considera que la música es normal, pero valora positivamente el diseño de sonido. Sin embargo, expresó su desagrado por los gruñidos de Iron Man al saltar, comparándolos con los de «un klingon con migraña».